# مونتروز توماس بروس
مونتروز توماس بروس (بالإنجليزية: Montrose Thomas Burrows)‏ هو عالم أمراض وجراح أمريكي، ولد في 1884 في هالستيد في الولايات المتحدة، وتوفي في 1947.